# デビッド・マニング (架空のライター)
デビッド・マニング (David Manning) は、米ソニー・ピクチャーズが捏造した架空の映画評論家。

## 経緯
デビッド・マニングはコネティカット州の地方紙「リッジフィールドプレス」(The Ridgefield Press)の映画記者という肩書きで、2000年7月頃からソニー・ピクチャーズの映画『インビジブル』や『バーティカル・リミット』、『ROCK YOU!』などを絶賛する評論を書いた。
2001年6月にはラジオ番組のインタビューに合成音声で出演したが、ほどなくして『ニューズウィーク』の調査で捏造が発覚、ソニー・ピクチャーズの謝罪と経営幹部2人の一時的な停職処分へと発展した。
その後、アメリカ合衆国内の映画愛好家が訴訟を起こし、2005年8月、ソニーが原告側に、デビッド・マニングのレビューを見て映画を鑑賞し満足できなかった観客全員に5ドルずつ、計150万ドルの賠償金を支払うことで和解した。